# Nissan Almera Tino
Nissan Almera Tino (Nissan Tino в Японії) — компактвен компанії Nissan, що вироблявся з середини 2000 по початок 2006 року в Європі і з 1998 по 2006 рік в Японії.

## Опис

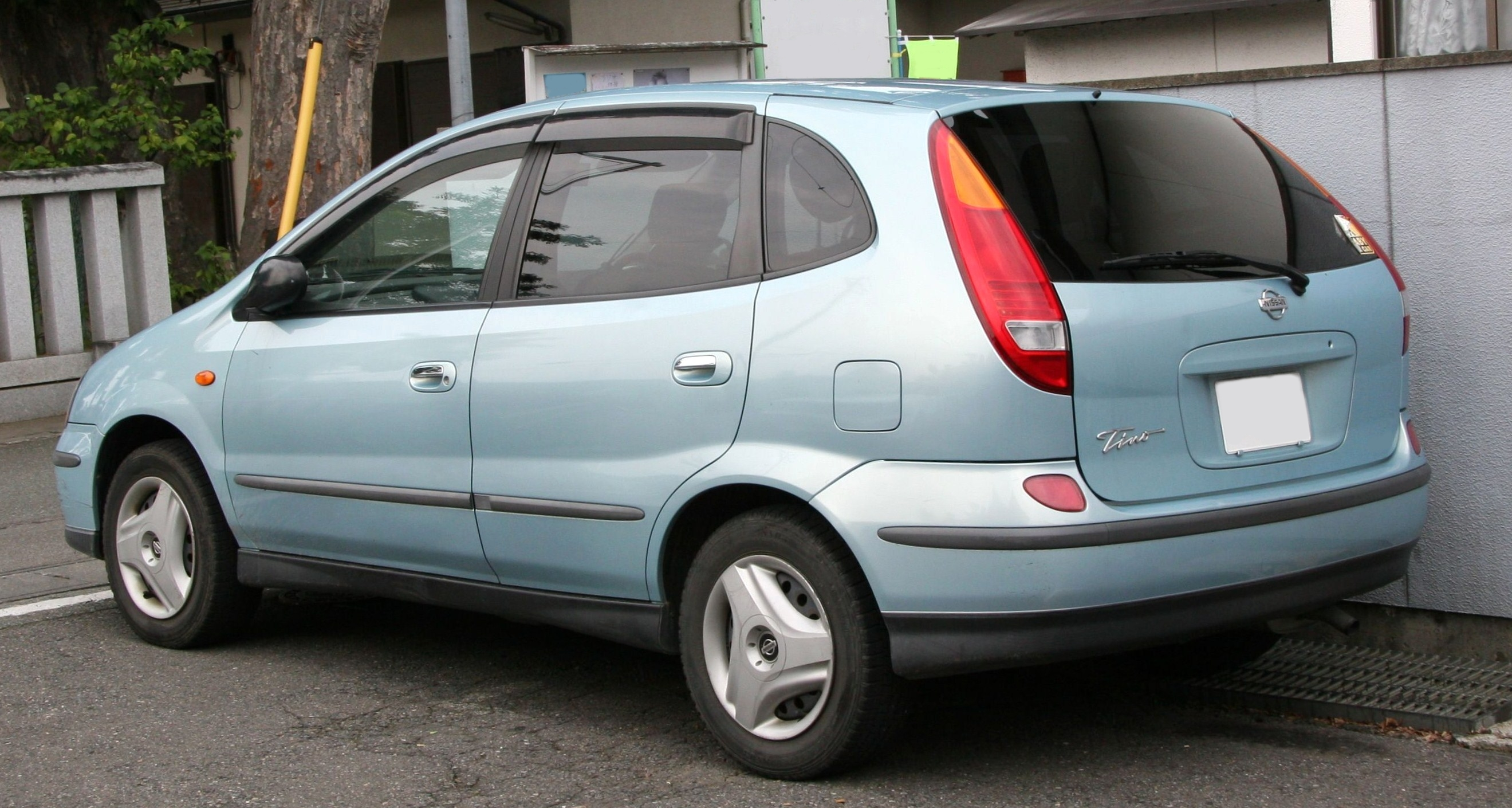
Nissan Almera Tino (1998-2003)

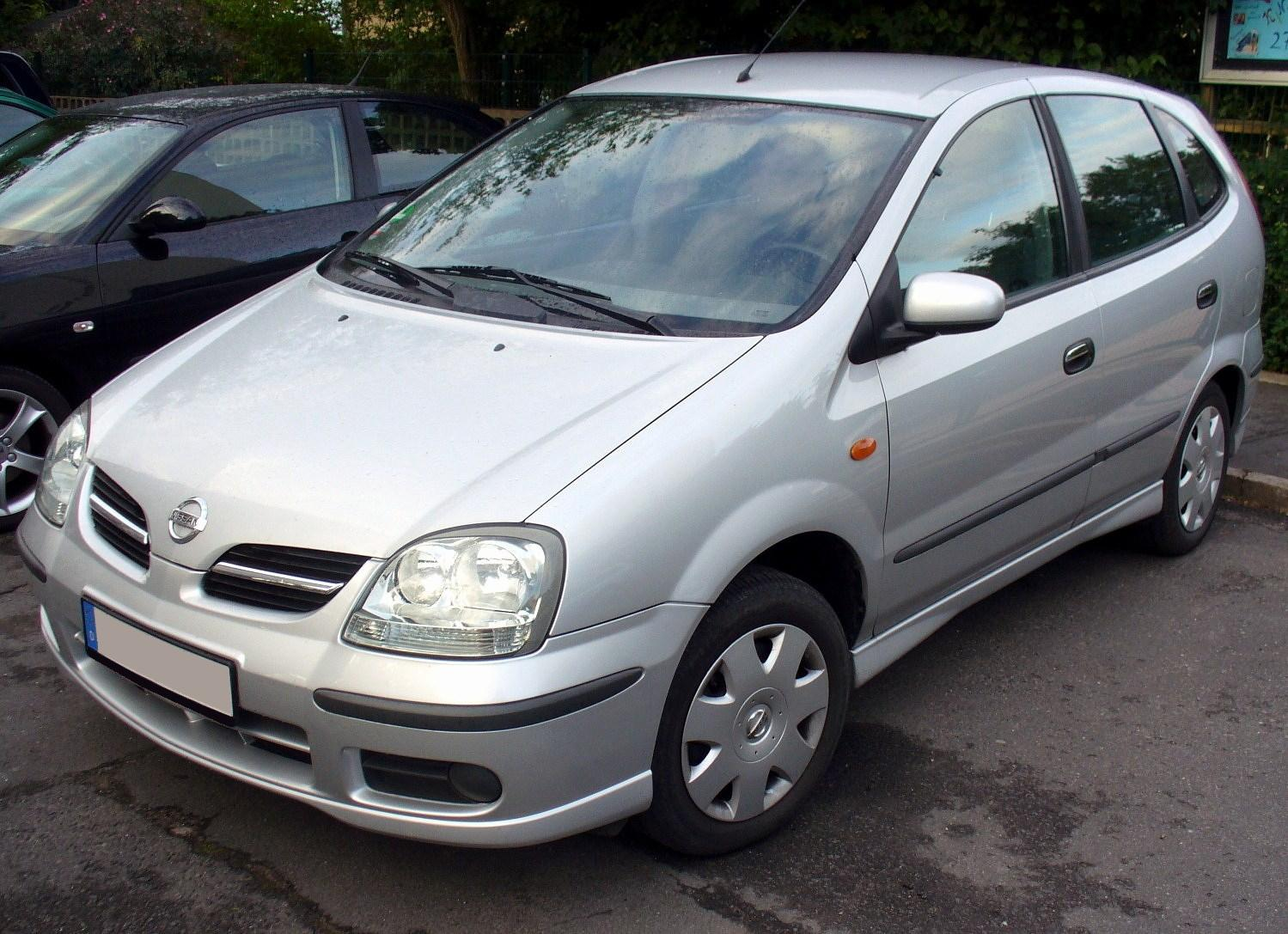
Nissan Almera Tino (2003-2006)

Nissan Almera Tino збудований на основі на невеликого хетчбека Almera (звідси і назва), що з'явилися на ринку 3 роки тому. Також цей компактвен був створений для заміни універсала Sunny, що виготовлявся з 1966 року.
Продажі на ринку Японії стартували в 1998 році. У 1999 році на автосалоні в Нью-Йорку був представлений концепт High Utility Tino - прототип європейського Tino. Для Європи Tino був представлений в 2000 році, а продажі почалися в липні того-ж року. Для Європи Almera Tino виготовлялася в Іспанії, в Барселоні.
З 2000 по 2003 роки лінійка двигунів в Європі складалася з бензинових двигунів: 1,8 л потужністю 114 к.с. і 2,0 л потужністю 136 к.с. і двох дизельних двигунів об'ємом 2,2 л потужностями 112 і 136 к.с.
У січні 2003 року Almera Tino пройшов рестайлінг. Був трохи змінений екстер'єр, також від Renault був доданий новий двигун 1,8 л. Продажі нового Tino почалися в квітні 2003 року.
У січні 2006 року Almera Tino було остаточно знято з продажу. Йому на заміну прийшов субкомпактвен Nissan Note.

## Двигуни
Бензинові
- 1.8 л QG18DE 114 к.с.
- 2.0 л SR20DE 136 к.с.

Дизельні
- 2.2 л VDI 112 к.с.
- 2.2 л G9T dCi 136 к.с.